# Balearische Inseln
Koordinaten: 39° 30′ N, 3° 0′ O
Die Balearischen Inseln (katalanisch Illes Balears, spanisch Islas Baleares) oder Balearen sind eine Inselgruppe im westlichen Mittelmeer und eine autonome Gemeinschaft Spaniens. Zur autonomen Gemeinschaft gehören neben den Gymnesischen Inseln Mallorca, Menorca und Cabrera auch die Pityusen mit Ibiza und Formentera. Größte Insel ist Mallorca mit 3.604 Quadratkilometern.
Neben diesen fünf bewohnten Inseln umfasst die autonome Gemeinschaft der Balearen auch 146 unbewohnte Inseln. Zu ihnen gehören die unter Naturschutz stehenden Felseninseln Dragonera und Pantaleu.
Der Name der Inselgruppe leitet sich vom altgriechischen βάλλειν bállein „werfen“ ab, womit die in der Antike gefürchteten Steinschleuderer Els Foners Balears, griechisch Baliarides, der Inseln gemeint waren, die sich als Söldner auf den Kriegsschauplätzen der Antike verdingten.

## Geologie
Unter geologischen Gesichtspunkten betrachtet, sind die Balearen die östliche Verlängerung der Betischen Kordillere. Sie sind damit der Iberischen Kleinplatte zuzurechnen. Die lokale Geologie der Balearen ist stark von der alpidischen Gebirgsbildung geprägt. Im Oligozän – vor etwa 30 Millionen Jahren – erfuhr das Betische Orogen seine Haupthebungsphase. Nachfolgend, ab der Oligozän-Miozän-Wende, wurden die Balearen durch Dehnungstektonik von der Iberischen Platte abgerissen, und die heutige geographische Situation bildete sich heraus. Der Grabenbruch zwischen dem Nordwestrand der Inselkette und dem spanischen Festland wird als Valencia-Trog (span.: Surco de Valencia) bezeichnet.
Er ist die geologische Entsprechung des Balearen-Meeres. Auf Menorca sind mit devonischen und karbonischen Gesteinen die ältesten Gesteine der Balearen zu finden, die schon während der Variszischen Gebirgsbildung einmal gefaltet wurden.

## Geschichte

### Vorgeschichte
Die Urbevölkerung der Balearen ist vermutlich von der Iberischen Halbinsel oder dem heutigen Südfrankreich aus eingewandert bzw. ist per Schiff übergesetzt; erste Spuren menschlicher Siedlungen stammen aus dem 4. Jahrtausend vor Christus. Der erste menschliche Fund stammt von iberischen Steppennomaden ab und wird auf rund 2400 v. Chr. datiert. Einzelne Kulturphasen, darunter das Talayotikum, sind inzwischen gut erforscht.

### Altertum
In der Antike hießen die Inseln Balearides oder Gymnesiae, man verstand darunter die Inseln Mallorca (Balearis major) und Menorca (Balearis minor). Sie waren zuerst von den Phöniziern abhängig. Die Einwohner (Balearici) zeichneten sich als Krieger besonders durch ihre Geschicklichkeit im Schleudern mit an zwei Enden spitz geformten Bleigeschossen aus und dienten zahlreich in den karthagischen wie später in den römischen Heeren.
Durch seeräuberische Unternehmungen erregten die Bewohner den Zorn der Römer; der Konsul Quintus Caecilius Metellus, nachmaliger „Balearicus“, eroberte sie 123 v. Chr. und siedelte dort romanisierte Südspanier an, die die Städte Palma und Polentia auf Mallorca gründeten.
Im Jahre 425 n. Chr. nahmen die Vandalen unter Gunderich die Inseln in Besitz; nach der Vernichtung des Vandalenreiches waren sie ein Teil der byzantinischen Provinz Spania.

### Mittelalter
Seit der Mitte des 8. Jahrhunderts übte das Fränkische Reich eine Art Schutzherrschaft über die politisch wieder weitgehend selbstständig gewordenen Inseln aus und zu Beginn des 10. Jahrhunderts wurden sie dem Kalifat von Córdoba einverleibt.
Mallorca und Ibiza wurden 1229 bzw. 1235 unter Jakob I. von Aragón (katalanisch Jaume I.) erobert, Menorca unter seinem Nachfahren Alfons III. Die Balearen gehörten nun ebenso wie Katalonien zur Krone Aragon. Zeitweise bildeten sie zusammen mit Teilen Kataloniens einen von einer Nebenlinie des aragonesischen Königshauses regierten selbständigen Staat, das Königreich Mallorca. 1344 eroberte Peter IV. von Aragón das Königreich Mallorca. Nun wurden die Inseln wieder mit den Stammländern der Dynastie vereinigt. Durch die Vereinigung der Kronen von Aragonien und Kastilien wurden sie schließlich Teil der spanischen Monarchie.

### 18. Jahrhundert
1708 wurde Maó von den Briten erobert. Der Friede von Utrecht (1713), mit dem der spanische Erbfolgekrieg beendet wurde, sprach Menorca dem britischen Empire zu. Dieses musste im Frieden von Versailles (1783) die Insel an Spanien zurückgeben, bis 1802 blieb sie jedoch britisch besetzt.

### 19. und 20. Jahrhundert
1833 wurde die spanische Provinz der Balearischen Inseln gegründet. Im ausgehenden 19. Jahrhundert gab es Ansätze einer regionalen Unabhängigkeitsbewegung, die sich jedoch nicht festigen konnte. Bereits 1931 wurde für die Provinz der Autonomie-Status vorgeschlagen, den sie allerdings erst 1983, nach dem Ende der Franco-Diktatur, erhielt. Am 1. März 1983 trat das Autonomiestatut für die Balearen in Kraft. Anlässlich dieses Ereignisses wurde der 1. März als Dia de les Illes Balears zum Feiertag erklärt.

### 21. Jahrhundert
Im Zuge der Eurokrise sind seit etwa 2011 die autonomen Regionen Spaniens im öffentlichen Fokus in Spanien und in anderen Ländern der Eurozone, der EU und des IWF. 2012 bekundete die Region Katalonien, stärker von Spanien unabhängig werden zu wollen. Die Region Katalonien ist wie die Region Balearen relativ wohlhabend und trotzdem relativ hoch verschuldet. Die Region Balearen beantragte 2012 ähnlich wie sieben weitere Regionen bei der Zentralregierung in Madrid einen Hilfskredit aus deren Hilfsfonds (Fondo de Liquidez Autonómica) in Höhe von 355 Millionen Euro. Der Hilfsfonds für finanzschwache Regionen umfasste insgesamt 18 Milliarden Euro.

## Geographie
Die gebirgige Inselgruppe der Balearen (Höchster Berg: Puig Major, 1445 Meter) liegt ca. 90 bis 200 km östlich bzw. südöstlich der Iberischen Halbinsel im westlichen Mittelmeer. Die drei großen Hauptinseln Ibiza, Mallorca und Menorca sind über fast 300 Kilometer entlang einer südwest-nordost verlaufenden Achse aufgereiht. Zwischen der Inselgruppe und dem katalanischen Festland erstreckt sich das mehr als 2000 Meter tiefe Balearen-Meer, wohingegen die Meeresstraße zwischen Ibiza und dem Cabo de la Nao (Valencia) nicht viel tiefer als 1000 Meter ist. Die Meerenge zwischen Mallorca und Menorca wird Menorcakanal genannt.
| Flagge                               | Insel                     | Hauptstadt                | Anzahl Comarcas | Anzahl Gerichts- bezirke | Anzahl Gemeinden | Einwohner (2024) | Fläche (km²) | Dichte (Einw./km²) |
| ------------------------------------ | ------------------------- | ------------------------- | --------------- | ------------------------ | ---------------- | ---------------- | ------------ | ------------------ |
| Flagge der Provinz {{{ProvinzName}}} | Formentera                | Formentera                | 0               | ½                        | 1                | 11.389           | 83,24        | 137                |
| Flagge der Provinz {{{ProvinzName}}} | Ibiza                     | Ibiza                     | 0               | ½                        | 5                | 161.485          | 572,56       | 282                |
| Flagge der Provinz {{{ProvinzName}}} | Mallorca                  | Palma                     | 6               | 3                        | 53               | 949.047          | 3.640,21     | 261                |
| Flagge der Provinz {{{ProvinzName}}} | Menorca                   | Maó                       | 2               | 2                        | 8                | 100.323          | 695,70       | 144                |
| Gesamt Balearische Inseln            | Gesamt Balearische Inseln | Gesamt Balearische Inseln | 8               | 6                        | 67               | 1.221.403        | 4.991,71     | 245                |

|  |  |

## Bevölkerung

### Übersicht
Die Einwohnerzahl beläuft sich auf 1.176.659 Personen (Stand: 2022), das entspricht etwas mehr als 2,3 % der spanischen Gesamtbevölkerung. Rund 79 % davon, 869.067 Einwohner, fallen auf die mit Abstand größte Insel Mallorca. Die Balearen sind für spanische Verhältnisse recht dicht besiedelt. Die Bevölkerungsdichte ist mit 235,7 Einwohnern pro Quadratkilometer mehr als doppelt so hoch wie im Landesdurchschnitt (83 Einw./km²) und auch im Vergleich zur Europäischen Union (119 Einw./km²) beachtlich. Dazu kommen etwa zehn Millionen Touristen, die jährlich die Balearen besuchen. Der Großteil davon, rund neun Millionen, reisen ausschließlich auf die Insel Mallorca. 167.751 Ausländer sind auf den Balearen ansässig, was 16,8 % der Gesamtbevölkerung entspricht.

### Bevölkerungsentwicklung der Provinz
Quelle: Municipal Register of Spain

### Deutsche Bevölkerungsanteile
Laut der Bevölkerungserhebung aus dem Jahre 2006 waren 26.293 Deutsche mit Wohnsitz auf den Balearen offiziell gemeldet (zum Vergleich: 17.637 Briten). Sie stellen etwa 16 % aller auf den Balearen lebenden Ausländer und rund 31 % der aus Europa stammenden Zuwanderer. Unter Berücksichtigung der saisonal bewohnten Zweitwohnungen geht man sogar davon aus, dass tatsächlich mehr als 60.000 Deutsche permanent oder temporär auf den Balearen leben, rund 80 % davon auf Mallorca.

### Sprachen
Amtssprachen der Balearen sind gemäß Artikel 3 des Autonomiestatuts Spanisch (castellano) und Katalanisch (català). Zugleich besteht ein Diskriminierungsverbot hinsichtlich der Verwendung einer dieser Sprachen und ein Fördergebot zur Schaffung der Voraussetzung, beide Sprachen zu erlernen und zu benutzen. Darüber hinaus gibt es inselspezifische Dialekte des Katalanischen wie Mallorquinisch, Menorquinisch und Ibizenkisch, die manchmal unter der Bezeichnung Balearisch zusammengefasst werden.
Die letzte Umfrage der Regionalregierung zum Sprachgebrauch war eine Stichprobenerhebung 2003, die sich an Personen ab 15 Jahren richtete. Zur Frage nach der Muttersprache gaben 47,7 % Spanisch, 42,6 % Katalanisch, 1,8 % beide und 7,9 % der Befragten keine von beiden an. Weiter gaben 93,1 % der Befragten an, Katalanisch zu verstehen, 74,6 % es sprechen, 79,6 % es lesen und 46,9 % es schreiben zu können.

### Bildungswesen
Die Balearischen Inseln verfügen über 394 Schulen, davon sind 263 Schulen in öffentlicher Trägerschaft. 112 Schulen sind Vertragsschulen und 20 Schulen sind reine Privatschulen. Im Schuljahr 2002/03 wurden rund 150.000 Schüler unterrichtet. Darüber hinaus gibt es 17 Einrichtungen zur Erwachsenenbildung auf den Balearen.
Neben der Nationalen Universität für Fernlehre (UNED) bietet vor allem die Universität der Balearen (UIB) ein breites Ausbildungsspektrum mit Naturwissenschaften und Geisteswissenschaften. Im Studienjahr 2002/2003 waren 14.323 Studenten in 15 verschiedene Fächersparten an der UIB immatrikuliert. Seit 1995 ist auf dem Gelände der UIB in Palma auch die Hotelfachschule der Balearen untergebracht.

## Politik

### Status

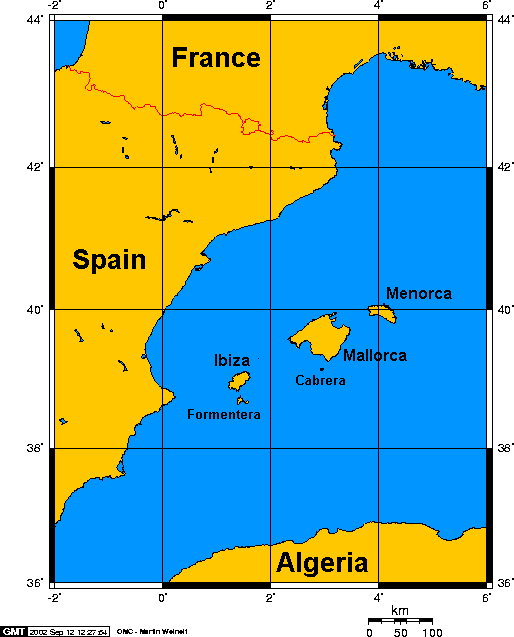
Lage der Balearischen Inseln im Mittelmeer

Topographische Karte mit algerischer Küste

Die Balearen sind als eine der 17 autonomen Gemeinschaften (comunidades autónomas) Spaniens teilautonom. Als gemeinsame Institution verfügen die Balearen über ein Parlament, eine Regierung (Govern) und einen Präsidenten der autonomen Gemeinschaft. Die Verwaltung der einzelnen Inseln obliegt den jeweiligen Inselräten (consells insulars). Die vier großen bewohnten Inseln (Mallorca, Menorca, Ibiza, Formentera) verfügen über einen eigenen Inselrat, Formentera erst seit 2007. Cabrera mit nur 20 Einwohnern gehört administrativ zur Gemeinde Palma auf der größten Insel Mallorca. Die untere Verwaltungsebene wird von den 67 Gemeinden mit Verwaltungssitz (municipis) gebildet, in denen jeweils ein Gemeinderat besteht.
Die wichtigsten Kompetenzen der autonomen Gemeinschaft sind Bildung und Gesundheit. Außerdem besitzt sie Zuständigkeiten u. a. in den Bereichen Umweltschutz, Tourismus, Soziales, Industrie, Handel und Energieversorgung, ihre Kompetenzen finden sich in den Art. 30 bis 38 des Autonomiestatuts. Nach Art. 33 besteht auch die Möglichkeit der Bildung einer eigenen Polizei (Policía Autonómica), was bis jetzt allerdings noch nicht umgesetzt wurde.

### Politische Institutionen

#### Parlament
Das Parlament repräsentiert das Volk der Balearen, übt die gesetzgebende Gewalt aus, verabschiedet den Haushalt, wählt den Präsidenten und kontrolliert die Regierung. Zusätzlich wählt das Parlament aus seiner Mitte einen Parlamentspräsidenten. Die Wahlen sind geheim und erfolgen nach dem Prinzip der Verhältniswahl. Die Wahlperiode beträgt vier Jahre. Die ersten Wahlen zum Parlament der Balearen fanden am 8. Mai 1983 statt. Der Sieger war damals der Partido Popular (PP).

#### Präsident
Der president de les Illes Balears wird vom Parlament aus dessen Mitgliedern gewählt und anschließend vom König ernannt (Art. 54 des Autonomiestatuts). Der Präsident ernennt und entlässt die Regierungsmitglieder, leitet und koordiniert die Regierungspolitik und ist der höchste Repräsentant der autonomen Gemeinschaft nach außen, als der Vertreter des spanischen Staates auf den Balearen.
Seit dem 28. Juni 2023 ist Marga Prohens (PP) Präsidentin der autonomen Gemeinschaft. Sie stützt sich auf eine Minderheitsregierung unter Duldung der rechtspopulistischen Partei VOX.

#### Regierung
Die Exekutive der Balearen wird gemäß dem Autonomiestatut von dem Govern de les Illes Balears gebildet, der ein Kollegialorgan ist, welches sich aus dem Präsidenten, gegebenenfalls eines Vizepräsidenten und den Regierungsräten oder Ministern consellers zusammensetzt. Die Arbeitsabläufe und Organisationsstrukturen innerhalb der Regierung werden durch das Parlamentsgesetz geregelt. Der Govern erstellt den Haushalt und verfügt zur Durchführung seiner Verwaltungsaufgaben über die Befugnis, Normen, also über die Rechtsverordnung, und Verwaltungsakte zu erlassen, die im Butlletí Oficial de les Illes Baleares veröffentlicht werden.

#### Inselräte
Die consells insulars von Mallorca, Menorca, Ibiza und Formentera sollen die Eigenständigkeit der jeweiligen Inseln sowie deren besondere Interessen wahren und vertreten. Ein Aufgabenkatalog wurde im Art. 70 und 71 des Autonomiestatuts festgeschrieben und garantiert ihnen insoweit eine Reihe von Verwaltungszuständigkeiten hinsichtlich des lokalen Gemeinwesens. Formentera besteht nur aus einer Gemeinde und dort ist der consell insular gleichzeitig der Gemeinderat.
In die Kompetenz der consells insulars fällt vor allem der Bausektor. Sie sind zuständig für Flächennutzung, Städte- und Straßenbau. Eine Ausnahme beim Straßenbau bilden die Autobahnen, die von der Zentralregierung in Madrid finanziert wurden. Weitere Aufgaben der Inselräte sind die Abfallentsorgung, der Jugendschutz, der Betrieb von Altenheimen und die Verwaltung des spanischen TÜVs.

### Größte Gemeinden

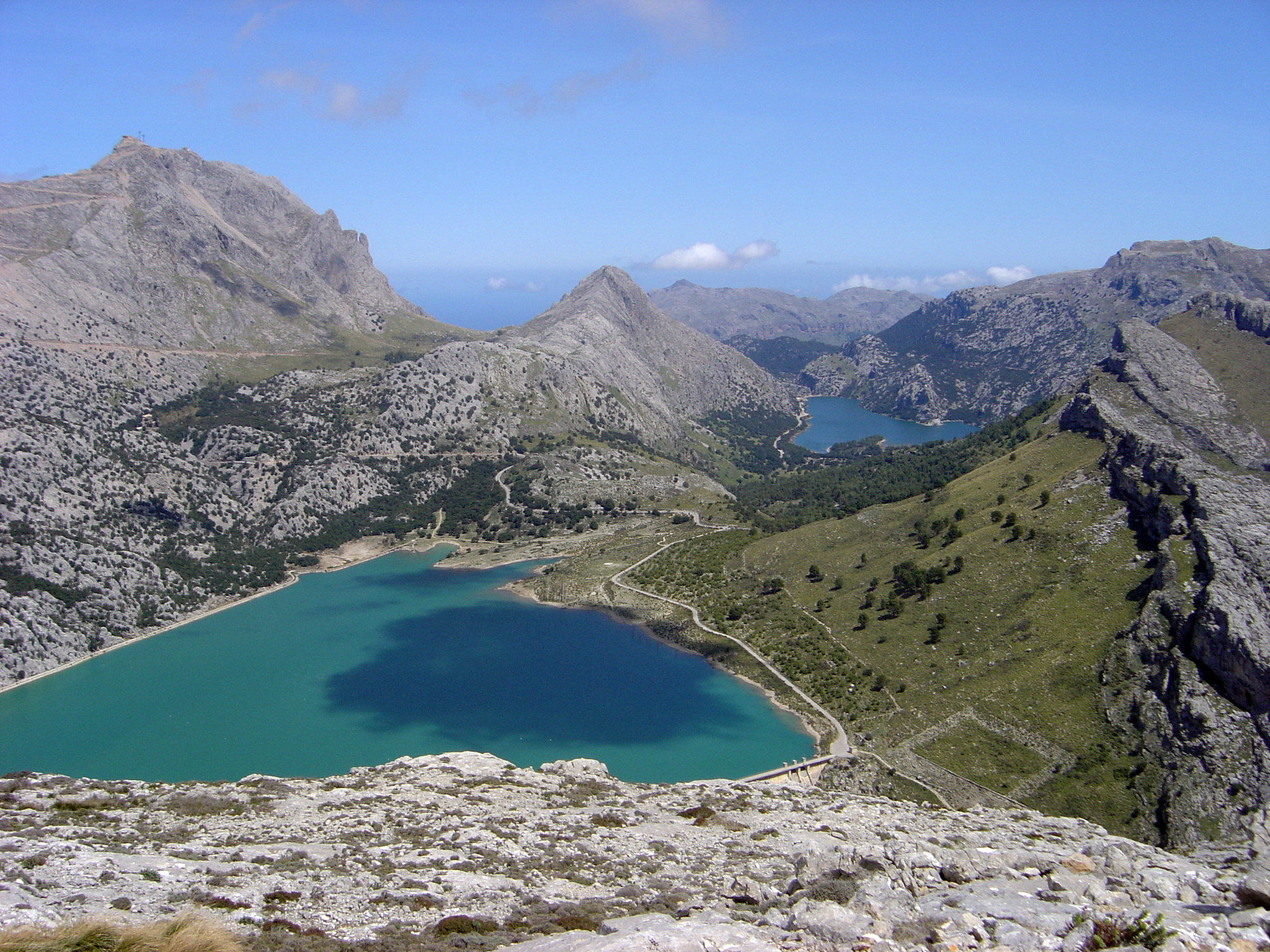
Stauseen auf Mallorca

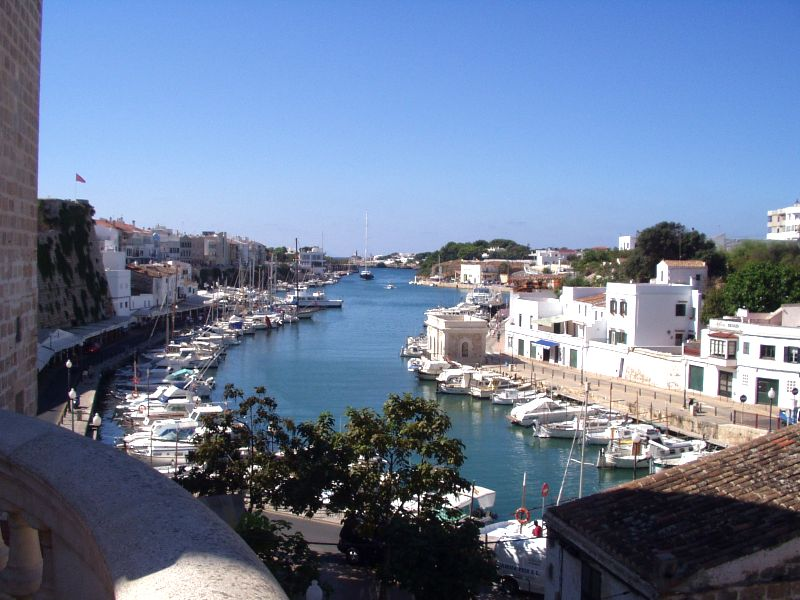
Hafen auf Menorca

Cala Mandia auf Mallorca

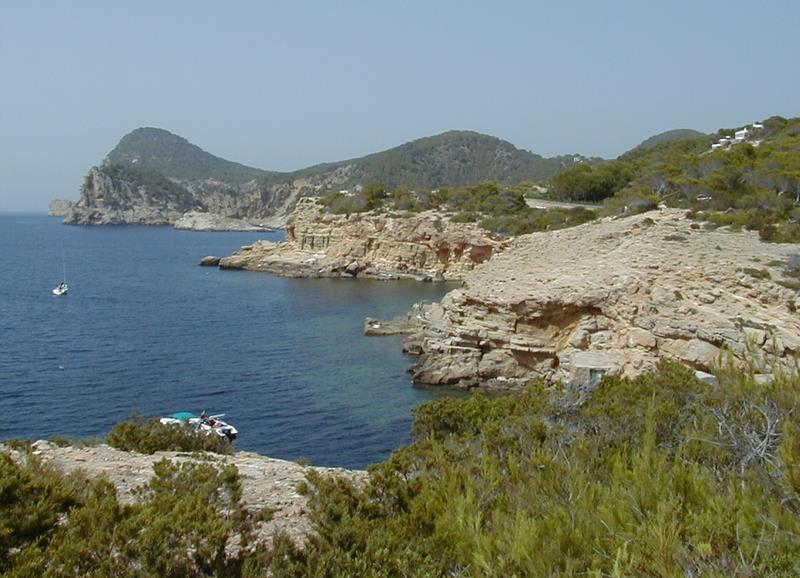
Meeresbucht auf Ibiza

| Gemeinde                | Spanischer Name       | Einwohner (2024) | Insel      |
| ----------------------- | --------------------- | ---------------- | ---------- |
| Palma                   | Palma de Mallorca     | 431.521          | Mallorca   |
| Ibiza (Eivissa)         | Ibiza                 | 53.717           | Ibiza      |
| Calvià                  | Calviá                | 53.491           | Mallorca   |
| Manacor                 | Manacor               | 47.777           | Mallorca   |
| Santa Eulària des Riu   | Santa Eulalia del Río | 41.706           | Ibiza      |
| Marratxí                | Marrachí              | 40.079           | Mallorca   |
| Llucmajor               | Lluchmayor            | 39.912           | Mallorca   |
| Inca                    | Inca                  | 35.654           | Mallorca   |
| Ciutadella              | Ciudadela             | 31.941           | Menorca    |
| Maó                     | Mahón                 | 30.419           | Menorca    |
| Sant Josep de sa Talaia | San José              | 29.664           | Ibiza      |
| Sant Antoni de Portmany | San Antonio Abad      | 28.609           | Ibiza      |
| Alcúdia                 | Alcudia               | 21.683           | Mallorca   |
| Felanitx                | Felanich              | 18.850           | Mallorca   |
| Pollença                | Pollensa              | 17.594           | Mallorca   |
| Sa Pobla                | La Puebla             | 14.630           | Mallorca   |
| Santa Margalida         | Santa Margarita       | 13.757           | Mallorca   |
| Sóller                  | Sóller                | 13.744           | Mallorca   |
| Santanyí                | Santañy               | 12.887           | Mallorca   |
| Capdepera               | Capdepera             | 12.860           | Mallorca   |
| Son Servera             | Son Cervera           | 12.261           | Mallorca   |
| Campos                  | Campos                | 12.163           | Mallorca   |
| Andratx                 | Andraitx              | 12.062           | Mallorca   |
| Formentera              | Formentera            | 11.389           | Formentera |
| Alaior                  | Alayor                | 10.042           | Menorca    |

## Wirtschaft
Mit dem Ausbau der Tourismuswirtschaft ging eine starke Steigerung der Wirtschaftskraft der balearischen Inseln einher. Das Pro-Kopf-Einkommen der Einwohner der Balearen ist eines der höchsten in ganz Spanien und beträgt etwa 110 % des Landesdurchschnitts. Im Vergleich mit dem Bruttoinlandsprodukt der EU ausgedrückt in Kaufkraftstandards erreichte die Region im Jahr 2015 einen Index von 93 (EU-28:100).
Die Arbeitslosenquote lag 2005 bei 7,2 %. Während der Finanzkrise ab 2007 stieg sie wie im übrigen Spanien stark an. Im Jahre 2017 betrug die Arbeitslosenquote 12,4 %.
Der mit weitem Abstand größte Anteil an der Wertschöpfung wurde nach einer Statistik des Jahres 2005 mit rund 81 % durch den Dienstleistungssektor erwirtschaftet, allein 48 % (11,420 Mio. Euro) entfielen auf den Tourismusbereich.
Dies stellt die höchste Quote aller autonomen Gemeinschaften Spaniens dar. Etwa 76,5 % der ansässigen Unternehmen
und 73,4 % der arbeitenden Bevölkerung waren im Dienstleistungsbereich tätig. Zentraler Beschäftigungsfaktor ist der Tourismus mit einer Beherbergungskapazität von insgesamt über 410.000 Plätzen. Im Jahr 2007 besuchten 13,27 Mio. Touristen die Balearen, 5,5 % mehr als im Jahr zuvor. 29,4 % (3,9 Mio.) der Touristen kamen aus Deutschland. Insgesamt stieg die Touristenzahl seit 1993 (6,8 Mio.) um 95,1 %. Von den Beschäftigten der Inseln bezogen in der Hochsaison etwa 39,5 %, in der Nebensaison 31,5 % ihre Einkünfte direkt aus dem Tourismus.
2022 besuchten 16.475.579 Touristen die Balearischen Insel. Davon entfielen 69,5 % auf Mallorca, 20,7 % auf die Pityusen und 9,8 % auf Menorca. Der Anteil deutscher Urlauber mit 4.300.176 Millionen und 26,1 % waren die häufigsten Besucher, danach folgten 3.369.803 Millionen englische Touristen mit 20,5 % und schließlich 3.272.043 Millionen spanische Urlauber mit einem Anteil von 19,9 % am Gesamtaufkommen.
Von der Zunahme des Tourismus hat vor allem auch die Bauwirtschaft profitiert. Einhergehend mit dem starken Bevölkerungswachstum durch Zuzug auch aus anderen Landesteilen Spaniens stieg der Bedarf an Wohngebäuden deutlich an. Inzwischen existieren auf den Balearen über eine halbe Million Wohneinheiten. Der Anteil der Baubranche an der Gesamtwertschöpfung lag im Jahr 2005 bei etwa 10,4 %, der Anteil der in diesem Bereich tätigen Unternehmen bei 16,3 %.
Von etwa 2002 bis 2007 gab es auf den Balearen (wie in ganz Spanien) eine Immobilienblase.
Der Industriesektor war überwiegend durch kleinere und mittlere Betriebe geprägt, die vor allem Bedarfsgegenstände wie Schuhe, Modeschmuck, Lederwaren und Textilien herstellen, nicht zuletzt für den Export. Ein beachtlicher Teil der Industrieexporte entfiel auf die Produktsparten Maschinen und Metallwaren. Auf den Industriebereich entfielen 2005 etwa 7,5 % der Gesamtwertschöpfung der Balearen bei 6,2 % der Zahl der Betriebe an den hier insgesamt tätigen Unternehmen. Der Anteil des Agrarsektors am Bruttoinlandsprodukt lag bei 1,1 % mit 0,9 % der ansässigen Unternehmen.

## Energieversorgung
- Liste der Kraftwerke auf den Balearischen Inseln
- Gasoducte Península-Illes Balears, Pipeline zur Erdgasversorgung